# Battlefield 1943
Battlefield 1943 — багатокористувацький онлайн-шутер від першої особи. Дії відбуваються під час Другої світової війни на тихоокеанському театрі воєнних дій. Гра розроблена EA Digital Illusions CE і опублікована Electronic Arts в Xbox Live Arcade і PlayStation Network для завантаження на приставки (за аналогією з Battlefield Heroes).
Electronic Arts 8 грудня 2023 року вимкнула сервери для Battlefield 1943 на PlayStation 3 і Xbox 360.

## Опис

Показ геймплею Battlefield 1943.

У грі можна битися за корпус морської піхоти США (USMC) або Імператорський флот Японії (IJN) з підтримкою до 24 гравців на дві сторони. У грі три класичні карти: Острів Вейк, Гуадалканал та Іводзіма. Після колективного добування гравцями 43 млн вбивств, консольні версії отримали доступ до додаткової карти — Коралове море.
У грі три класи: штурмовик, інженер, розвідник, медик відсутній тому, що присутня регенерація здоров'я, а також немає високотехнологічних поліпшень до зброї.

## Зброя та оснащення
- Штурмовик — самозарядна гвинтівка M1 Garand, Самозарядна гвинтівка Тип 5, дуловий гранатомет, багнет, Осколкова граната Mk 2, Осколкова граната Тип 97.

- Інженер — пістолет-кулемет M1A1 Томпсон, пістолет-кулемет  Тип 100, M18 безвідкатна гармата, гучний ключ, осколкова граната Mk 2, осколкова граната Тип 97.

- Розвідник — снайперська гвинтівка  M1903 Спрінгфілд, снайперська гвинтівка Arisaka Type 38, Пістолет Кольт M1911, пістолет Намбу Тип 14, бойовий ніж, армійський меч Сін Гунто, тротил (аналог C-4 або Вибухівка).

- Стаціонарне — M1919A4 Browning і Bofors L60.

## Військова техніка
- Важка — танки M4A1 Шерман та Тип 97 Чи-Ха

- Легка — джипи Type 95 Kurogane й Willys MB

- Повітряна — винищувачі Mitsubishi A6M Zero і Chance Vought F4U Corsair — бомбардувальники North American B-25 Mitchell і Mitsubishi G4M

- Водна — LCVP (десантний катер) і Авіаносці типу «Сьокаку» і Авіаносці типу «Йорктаун»

## Реліз та оцінка
| Видання | Оцінка |
| ------- | ------ |
| Edge    | 9/10   |
| IGN     | 8.5/10 |

У момент релізу Xbox Live Arcade версії виникли проблеми з сервером і записом статистики. Гордон Ван Дайк з DICE прокоментував це тим що обсяг гравців був вище, ніж очікувалося. Для вирішення проблем, ЕА та DICE додали кілька серверів.
Незважаючи на проблеми, DICE повідомили, що після першого дня релізу гравці накопичили 29,45 року ігрового часу і понад 5 мільйонів вбивств.
Як повідомив один з директорів гейм-мережі Xbox Live Ларрі Гриб, Battlefield 1943 була найбільш продаваною Xbox LIVE Arcade грою 2009 року.
3 лютого у своєму блозі компанія Digital Illusions CE повідомила про скасування PC-версії гри Battlefield 1943. Там же компанія повідомила про скасування PC-версії Battlefield: Bad Company 2 Onslaught.